# Religiones tradicionales africanas

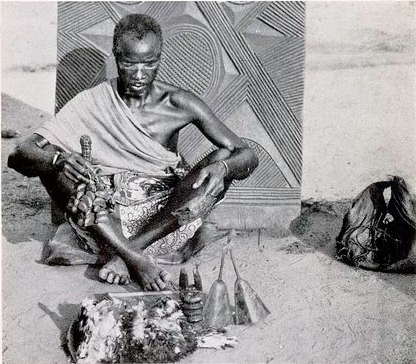
'Médico brujo' del pueblo igbo en Nigeria a comienzos del siglo XX

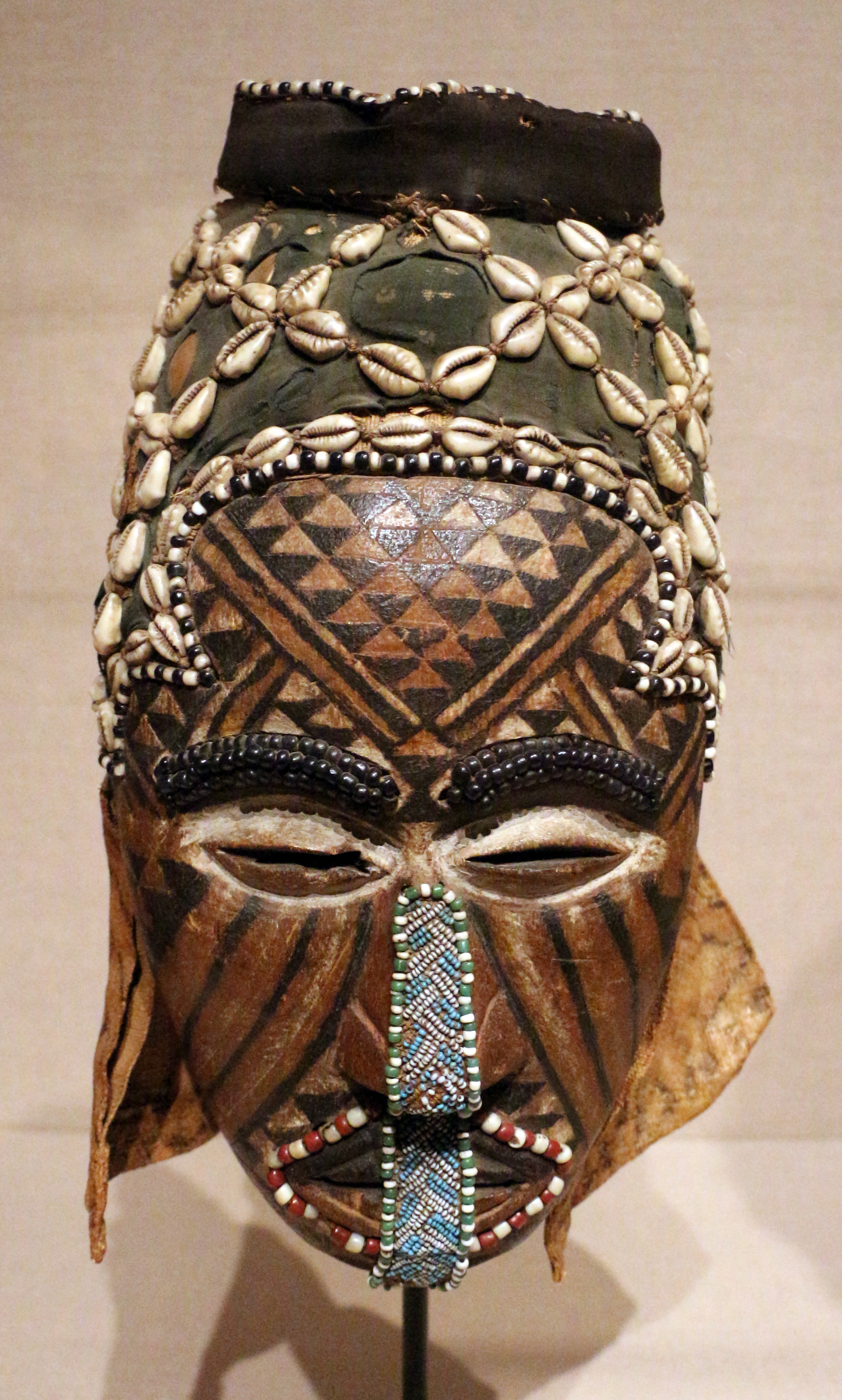
Máscara a Ngaady A Mwaash, de la cultura Kuba (El Congo).

La antropología moderna define como religiones tradicionales africanas a un conjunto de creencias étnicas muy diversas (generalmente animistas) que se han desarrollado de manera autóctona en África, en contraposición a las religiones cristiana e islámica, que se expandieron posteriormente y que actualmente son seguidas por mayoría del continente. Por ello también se las conoce como religiones nativas africanas. Aunque relegadas socialmente, siguen teniendo una presencia cultural en la vida de muchos africanos sincretizándose con las religiones abrahámicas.
Otro elemento común de las religiones africanas es la tradición oral, en vez de escrita más que escritural y se transmiten de una generación a otra a través de cuentos populares, canciones y festivales. con diversos aspectos politeístas y panteístas. Como la mayoría de las religiones animistas del mundo, carecen de libro sagrado, templos o estructura sacerdotal organizada. Pero sí que constan de muchas prácticas, ceremonias y rituales diferentes, que conforman la esencia de estas religiones.
La doctrina animista de África incluye el culto a los ancestros, la curación por la fe y la medicina tradicional, la adivinación, el uso de la magia reservado a un chamán o hechicero del clan, la creencia en los espíritus o energías, y el politeísmo (aunque en la mayoría hay un dios creador, superior al resto). Además en algunas es común el sacrificio animal. En general, se considera que el papel de la humanidad consiste en armonizar la naturaleza con lo sobrenatural.

## Terminología
Cuando hablamos de las religiones africanas que normalmente significa la espiritualidad de las personas. Estas son las filosofías antiguas que resultan de la fe, mantener en poder de los antepasados de los africanos presentes, que se está practicando en sus distintas formas y formatos. 
Según el Dr. J Omosade Awolalu [cita requerida], lo "tradicional" en este contexto significa indígena, lo que es fundamental, transmitida de generación en generación, significaba que prevalece y se practica hoy en día y para siempre. Una herencia del pasado, aún no tratada como una cosa del pasado, sino que conecta el pasado con el presente y el presente con la eternidad.

## Religiones por región
La mayoría son religiones étnicas, es decir, cada cultura tiene su propia idiosincrasia religiosa. Puesto que África es una de las regiones mundiales más diversas en términos étnicos y puesto que aun no se han estudiado extensamente todos estos grupos antropológicos, es difícil realizar una lista estricta de todas las religiones tradicionales africanas, sin embargo, he aquí un listado de las más conocidas.

### África central
- Mitología bantú (África central, sudoriental, meridional)
  - Mitología bushongo (El Congo)
  - Mitología lugbara (El Congo)
  - Mitología baluba (El Congo)
  - Mitología mbuti (El Congo)
- Religión dinka (Sudán del Sur)
- Animismo hausa o bori (Chad y Gabón)
- Mitología lokuto o de los otuho (Sudán del Sur)

### África oriental
- Mitología bantú
  - Mitología de Akamba (Kenia)
- Mitología maasai (Kenia, Tanzania, Ouebian)
- Mitología de Kalenjin (Kenia, Uganda, Tanzania)
- Dini Ya Msambwa (regiones de Bungoma y Trans-Nzoia, en Kenia)
- Waaqeffanna (Etiopía)

### África del sur
- Mitología bantú
  - Mitología lozi (Zambia)
  - Mitología tumbuka (Malawi)
  - Mitología xhosa (Sudáfrica)
  - Mitología zulú (Sudáfrica)
- Religión san (Sudáfrica)

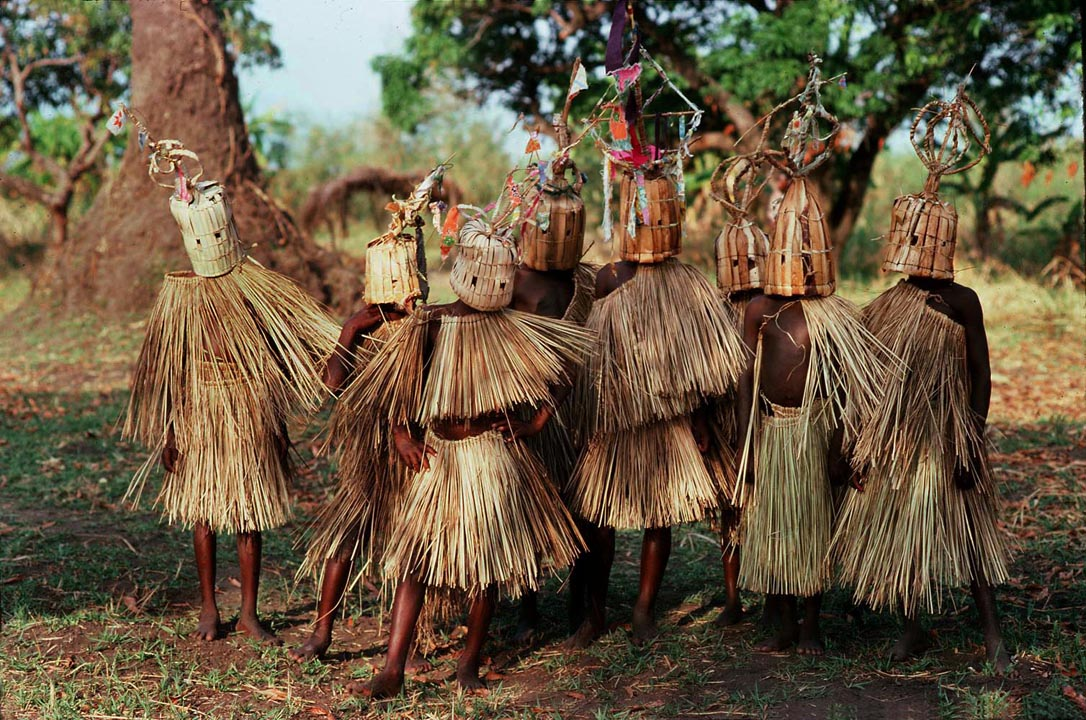
Ritual de iniciación de los Yao, en Malawi.

- Los curanderos tradicionales de Sudáfrica.

### África Occidental
- Religión akan (Ghana, Costa de Marfil)
- Religión dahomey (Benín, Togo)
- Mitología de Efik (Nigeria, Camerún)
- Religión edo (Reino de Benín, Nigeria)
- Odinani (pueblo igbo, Nigeria)
- Religión serer (A ƭat Roog) (Senegal, Gambia, Mauritania)
- Religión yoruba (Nigeria, Benín, Togo)
- Vodun de África Occidental (Ghana, Benín, Togo, Nigeria)
- Religion Dogon (Mali)

### África del Norte
- Religión egipcia antigua, desapareció tras la caída del antiguo imperio Egipcio y fue sustituida por el cristianismo primero y por el islam después. Sin embargo su mitología tuvo una importante influencia en religiones posteriores.
- Religión tradicional bereber o amazigh, que existió en la región hasta el contacto con el islam en el siglo VII. Su mitología hoy queda en el imaginario colectivo del pueblo amazig.

### Diáspora

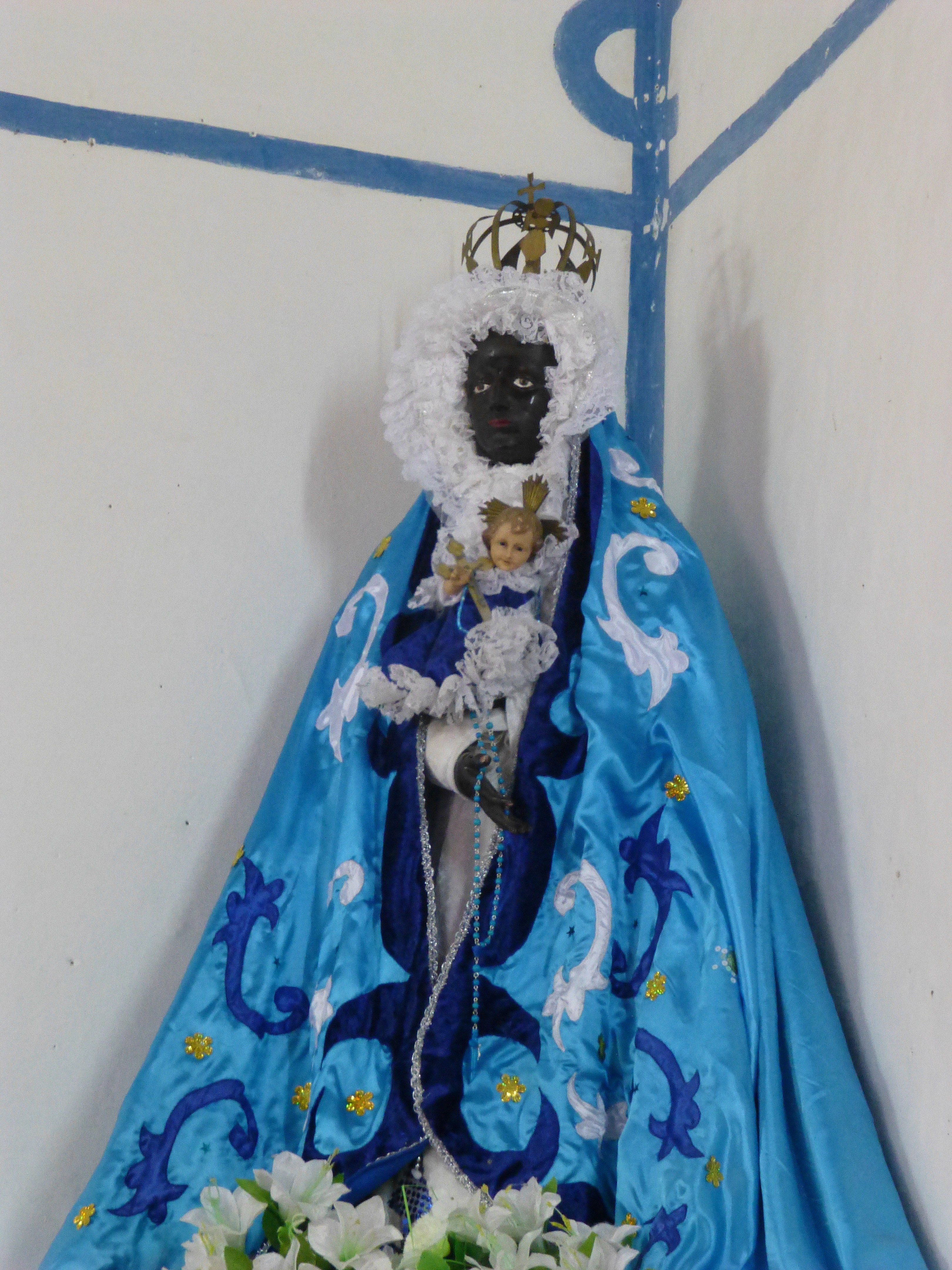
Imagen a la deidad africana Yemayá en Cuba, sincretizada con la Virgen María.

Las religiones africanas fueron llevadas a América durante la inhumana trata de esclavos africanos. Muchas se sincretizaron con la religión cristiana implantada por Europa. Éstas se denominan religiones afroamericanas.
- Santería (Cuba), de la religión yoruba.
- Candomblé (Brasil), de varias.
- Umbanda (Brasil), de la religión yoruba.
- Quimbanda, de la religión Congo.
- Vudú, de la religión dahomey.
- Palo (religión), de la religión congo.
- Abakuá (Cuba) de la sociedad secreta nigeriana Ekpe
- Winti (Surinam), de la religión akan.

## Clasificación tipológica
Christopher Ehret postula cinco etnolingüísticos, las tradiciones religiosas de África. De estas, dos (koman y khoisan) son no teístas, como por ejemplo entre los uduk. Una de ellos, afroasiática, es henoteísta; es decir, la gente adora solo a una deidad nacional o tribal, a pesar de que se reconocen las deidades de otros pueblos. Dos, sudanés y el Níger, el Congo-, son monoteístas, como por ejemplo entre los masai y los ewé. 

## Clasificación y estadísticas
| Cristianismo Islam Hinduismo Religiones tradicionales |

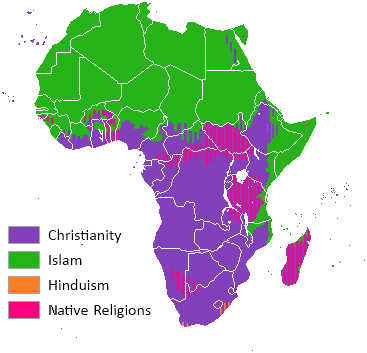
Religiones en África. En rosa, donde aun se practican las religiones tradicionales (aquí llamadas «nativas»). Se estima que antes de la colonización europea del siglo XIX, las religiones tradicionales eran dominantes en todo el África subsahariana.

La página Adherents.com enumera (a partir de 2007) a las religiones “tradicionales africanas y de la diáspora” como un “gran grupo religioso”, estimando unos 100 millones de fieles. Justifican esta lista combinada de las religiones tradicionales africanas y de la diáspora africana, y la separación de los genéricos “primitiva indígena” al señalar que las religiones “primitivas indígenas” son básicamente tribales y practicadas por los pueblos pre coloniales. Aunque sin duda hay superposición entre esta categoría y las religiones no primitivas indígenas africanas, hay razones para la separación de las dos, se las ilustra mejor al centrarse específicamente en la yoruba, que es probablemente el complejo religioso más grande tradicional/tribal de África. Yoruba era la religión de los grandes estados nación yoruba que existían antes del colonialismo europeo y que se profesa actualmente, y también desde luego en el Caribe, América del Sur y los EE.UU., a pesar de que estos practicantes están integrados en una sociedad tecnológica, industrial, aun así proclaman su afiliación a este sistema religioso con sede en África. Los rituales cohesivos, las creencias y la organización se extienden por todo el mundo de los Yoruba (y de otros grandes grupos religiosos africanos/tribales, tales como los Fon), alcanzando a varias naciones como religión organizada, y no simplemente como creencia tribal. 
Los practicantes de religiones tradicionales en África subsahariana se distribuyen entre 43 países, y se calcula que hay unos 70 millones, o 12 % de la población africana, mientras que las más grandes religiones en África son el cristianismo y el islam, que representan el 45 % y 40 %, respectivamente. Como en todas partes, la adhesión a una religión organizada no se opone a un residuo de la religión popular en el que las tradiciones anteriores sobrevivieron a la cristianización o la islamización.

## Tradición religiosa de África occidental
Muchos africanos y sus descendientes se adhieren a sus tradiciones como una escuela filosófica de pensamiento, con las tradiciones de la religión popular o sincretismo practicado junto con la tradición adherentes del otro. 
La esencia de esta escuela de pensamiento se basa principalmente en la trasmisión oral. Lo que está escrito en los corazones, las mentes, la historia oral, las costumbres, los templos y las funciones religiosas. Si bien es difícil generalizar, debido a la diversidad de las culturas que comparten alguno sistemas de creencias comunes. El papel de la humanidad es general mente visto como una relación entre la naturaleza y la armonización de las fuerzas sobrenaturales.
El trabajo de Karade y Doumbia apoya la postura de que el concepto de "fuerza" o "espíritu" es un tema común subyacente entre las tradiciones espirituales de las culturas "sudanesas" (es decir, los al este de Senegal y al sur del Sáhara). Karade afirma que en la tradición yoruba de Nigeria, "fuerza" se llama "Ashe". Más adelante plantea que la tarea de un profesional de Yoruba es contemplar y/o ceremonialmente encarnar las diversas deidades y/o energías ancestrales profundas de una manera análoga a como los chakras están contemplados en kundalini yoga. En otras palabras, las deidades representan las energías, las actitudes o las formas posibles de acercarse a la vida. El objetivo es elevar la conciencia al mismo tiempo, ya sea en o contemplar alguno de estos estados de la mente de tal manera que se puede transmutar los aspectos negativos o desperdicios de energía en la conducta y la mentalidad que sirven como ejemplos virtuosos para uno mismo y la comunidad en general. Karade y Doumbia se hacen eco de este sentimiento de la tradición mandinga, de regiones de Senegal, Malí y otras más de África Occidental. Aquí, sin embargo, el concepto de la "fuerza" está representado por el término "nyama 'en lugar de "Ashe".
La adivinación también tiende a desempeñar un papel importante en el proceso de transmutación de sentimientos y pensamientos negativos o confusos en unos más ordenados y productivos. En concreto, este proceso sirve como una manera de proporcionar marcos de referencia de tal manera que aquellos que son inciertos en cuanto a cómo empezar una empresa y/o resolver un problema puede tener en sus rodamientos y abrir una dialéctica con los seres más altos con respecto a las opciones en su camino.

### Religión akani
El pueblo akan de Ghana y Costa de Marfil cree en un dios supremo que toma diversos nombres dependiendo de la región de la adoración. La mitología akan dice que el dios interactúa con el hombre, pero que después de haber sido continuamente golpeado por la mano del mortero de una anciana golpeando fufu, un alimento tradicional de Ghana, se trasladó muy arriba en el cielo. No hay sacerdotes que sirven a él directamente, y la gente cree que puede ponerse en contacto directamente con él. También hay numerosos espíritus (abosom), que reciben su poder del dios supremo y son los más conectados con el mundo tal y como aparece en su estado natural. Estos incluyen los océanos y los espíritus de ríos y varias deidades locales. Los sacerdotes sirven a espíritus individuales y actúan como mediadores entre los dioses y la humanidad. Casi todo el mundo participa en la oración diaria, que incluye la libaciones, como ofrenda a los antepasados tanto de los que están enterrados en la tierra y los espíritus que están en todas partes. La tierra es vista como una deidad femenina y está directamente conectado con la fertilidad y la fecundidad, también cuando un ser querido muere los creyentes de la religión akan queman al muerto para liberar su espíritu.

### Odinani
Odinani abarca los conceptos tradicionales religiosos y espirituales y prácticas del pueblo igbo. Es una fe panteísta. En Odinani, hay un dios supremo llamado Chukwu (igbo: gran espíritu) que existe antes de todas las cosas y las cabezas más pequeñas son las deidades llamadas Alusi. Hay Alusi diferentes para varios propósitos, el más importante de ellos es Ala diosa de la tierra. Un herbolario tradicional/sacerdote entre los igbo se llama Dibia.

### Religión serer
La gente Serer de Senegal y Gambia cree en una deidad suprema universal, llamado "Rog", también llamado "Rog Sene" (Rog La Inmensidad). Sus elaboradas tradiciones religiosas con diversas dimensiones de la vida y la muerte, la cosmología, astronomía, el simbolismo, poemas, cantos antiguos, etc. Dioses y diosas menores incluyen a "Mendis" (diosa del río), el dios "Thiorak" o "Tulrakh" (dios de la riqueza) y el dios Taahkarr o "Takhar" (dios de la justicia o la venganza).

### Ceremonias
Las prácticas religiosas del oeste de África en general, se manifiestan en las ceremonias comunales y/o ritos adivinatorios en el que los miembros de la comunidad, superados por la "fuerza" (o "Ashe", "nyama", etc.), se excitan hasta el punto de entrar en la meditación y trance en respuesta a la rítmica/mántrica tambores y/o cantos. Una ceremonia religiosa que se practica en Gabón y Camerún es el okuyi, profesado por varios grupos étnicos bantú. En este estado, dependiendo de los tipos de tambores o ritmos instrumentales interpretados por músicos respetados (cada uno de los cuales es aplicable sólo a una deidad determinada/antepasado), los participantes encarnan una deidad/antepasado, energía y/o estado de ánimo mediante la realización de movimientos de distintos rituales/bailes que mejoran aún más su conciencia elevada o, en términos orientales, excitar la kundalini a un determinado nivel de conciencia y/o hacer circular el "chi" de una manera específica en el cuerpo. Cuando este estado de trance es visto y entendido , los observadores culturalmente educados están al tanto de una forma de contemplar la encarnación pura/ simbólica de una actitud particular o en un marco de referencia. Esto se basa en la separación de las habilidades de los sentimientos provocados por esta forma de pensar y las manifestaciones circunstanciales en la vida cotidiana. Esa separación y posterior de la contemplación de la naturaleza y las fuentes de energía pura/sentimientos sirve para ayudar a los participantes a gestionarlos y aceptarlos cuando se presentan en contextos cotidianos. Esto facilita un mejor control y la transformación de estas energías en un comportamiento positivo y culturalmente apropiada, el pensamiento y el habla. Además, esta práctica también puede dar lugar a que en estos trances se pronuncien palabras que, cuando se interpreta por una educación cultural/adivina, puede dar una idea de las instrucciones apropiadas que la comunidad (o individuo) puede tener en el cumplimiento de sus objetivos.